# Magnetoencefalografia

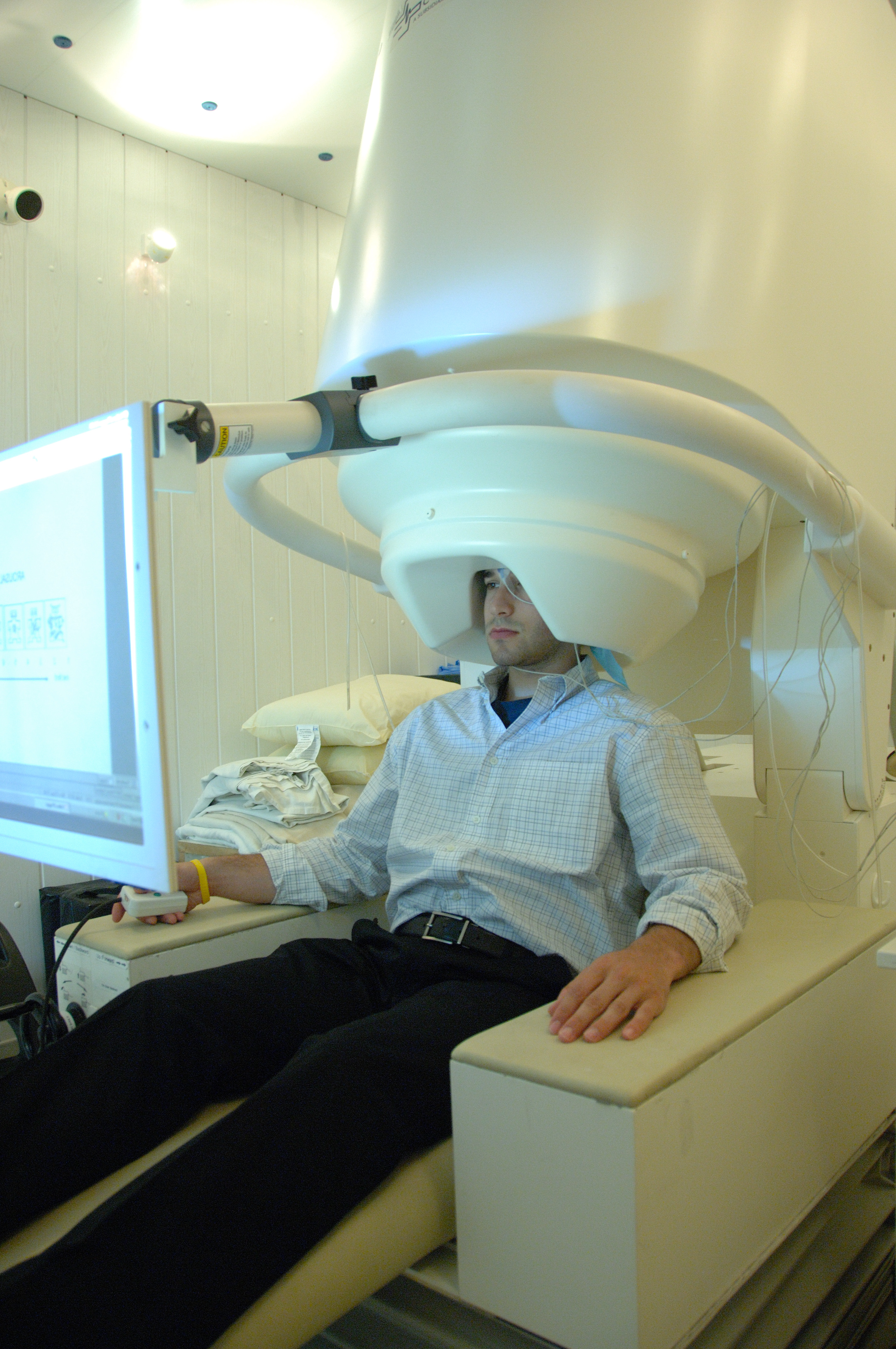

Magnetoencefalografia (MEG) — technika obrazowania elektrycznej czynności mózgu za pomocą rejestracji pola magnetycznego wytworzonego przez mózg. Sygnały są odbierane przez wysokoczułe mierniki pola magnetycznego umieszczone w pobliżu czaszki badanego np. typu SQUID.
MEG wykorzystywane jest w badaniach naukowych mających na celu określenie funkcji poszczególnych ośrodków w mózgu; diagnostyce klinicznej, jako badanie wykonywane w trakcie operacji neurochirurgicznych w celu zlokalizowania rejonów patologicznych.
Jest także przydatne w metodzie leczniczej tzw. neurofeedback.

## Podstawa działania
Podstawą działania MEG jest mierzenie pola magnetycznego powstałego na skutek istnienia w dendrytach neuronów tzw. "prądów jonowych" podczas przepływu impulsów nerwowych.
W zgodzie z równaniami Maxwella każdy prąd elektryczny wytwarza prostopadle zorientowane pole magnetyczne i właśnie natężenie tego pola jest mierzone przez czujniki.
Potrzebne jest ok. 50 tys. aktywnych neuronów aby ich sygnał był mierzalny. Ponieważ jednak prądy (a więc i dendryty) muszą mieć tę samą orientację przestrzenną aby ich pola magnetyczne nawzajem się nie znosiły, warstwą z której pochodzą są tzw. komórki piramidowe w korze mózgowej, które są w przybliżeniu prostopadłe do powierzchni kory i dają one początek mierzalnym polom magnetycznym. Ponadto, zgrupowania tych neuronów zlokalizowane w bruzdach (sulci, sulcus) kory mózgowej których orientacja jest równoległa do powierzchni głowy dają najsilniejsze pole magnetyczne wykrywane poza głową. Naukowcy eksperymentują z różnymi metodami obróbki sygnałów aby znaleźć możliwość dotarcia do czynności elektrycznej w głębi mózgu (a nie tylko do kory mózgowej jak jest teraz), jak na razie bez rezultatu w postaci metody użytecznej klinicznie.

Przeczytaj ostrzeżenie dotyczące informacji medycznych i pokrewnych zamieszczonych w Wikipedii.